# مكتب إحصاءات النقل
مكتب إحصاءات النقل (بالإنجليزية:Bureau of Transportation Statistics) هو مكتب يتبع وزارة النقل الأمريكية، مهمته جمع، وتحلل، وجعل المعلومات متاحة على أنظمة النقل في البلاد. يقوم المكتب بجمع المعلومات عن النقل متعدد الوسائط وغيره من المناطق حسب الحاجة. ويحسن من جودة وفعالية البرامج الإحصائية لوزارة النقل من خلال البحث والتطوير من المبادئ التوجيهية، وتعزيز التحسينات في الحصول على البيانات واستخدامها. المهو جزء من إدارة البحوث والتكنولوجيا المبتكرة وهو يعتبر أيضا من الوكالات الرئيسية التابعه للنظام الإحصائي الإتحادي للولايات المتحدة.

## روابط خارجية
- الموقع الرسمي
- المكتبة الوطنية للمواصلات